# Michał Mikołaj Ogiński
Michał Mikołaj Ogiński herbu Oginiec (ur. 25 kwietnia 1849 w Retów, zm. 24 marca 1902 w Nicei) – polski hrabia, właściciel dóbr w Płungianach.

## Życiorys
Syn Ireneusza Kleofasa Ogińskiego i hr. Olgi Kalinowskiej na Wielkiej Kamionce. Wnuk Michała Kleofasa Ogińskiego. Ukończył gimnazjum męskie w Szawlach. W 1873 odkupił od Zubowów dobra w Płungianach, gdzie w 1879 wybudował pałac. Zgromadził bogate dzieła sztuki, znaleziska archeologicznych, trofea myśliwskie oraz księgozbiór. Popierał litewski ruch narodowy, pomagał chłopskim dzieciom w nauce, promował nowe formy wystaw rolniczych i rzemiosła.
Był żonaty z Marią ze Skórzewskich. Zmarł bezpotomnie.